# Knytlingar
Knytlingar (Herniaria) är ett släkte av nejlikväxter. Knytlingar ingår i familjen nejlikväxter.

## Bildgalleri

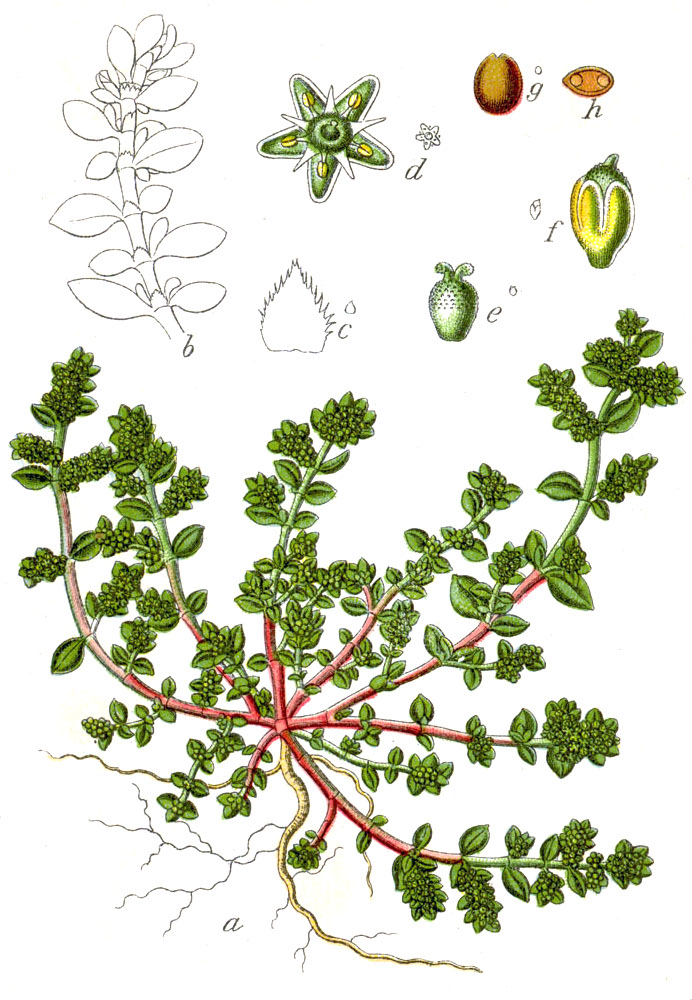
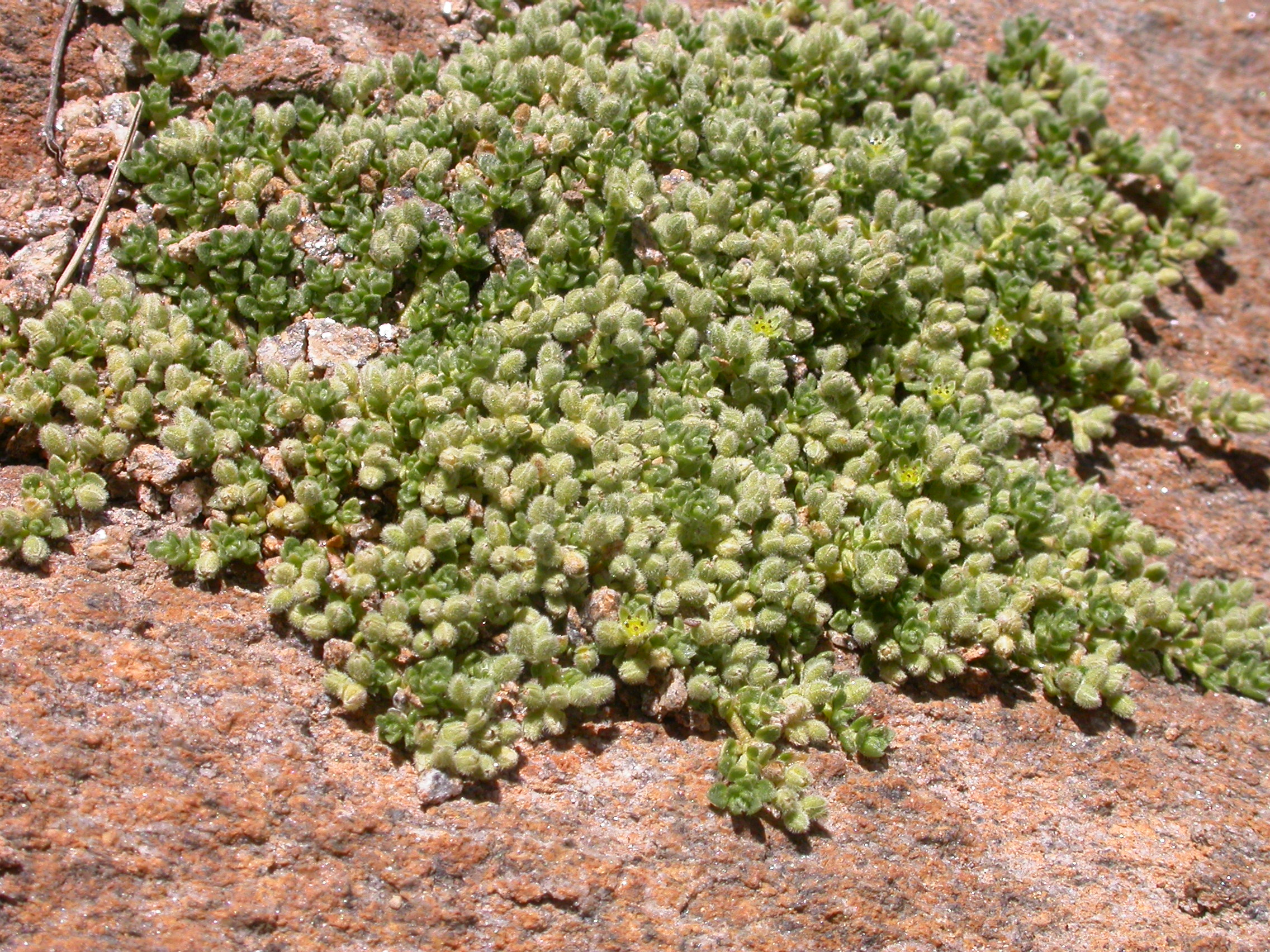
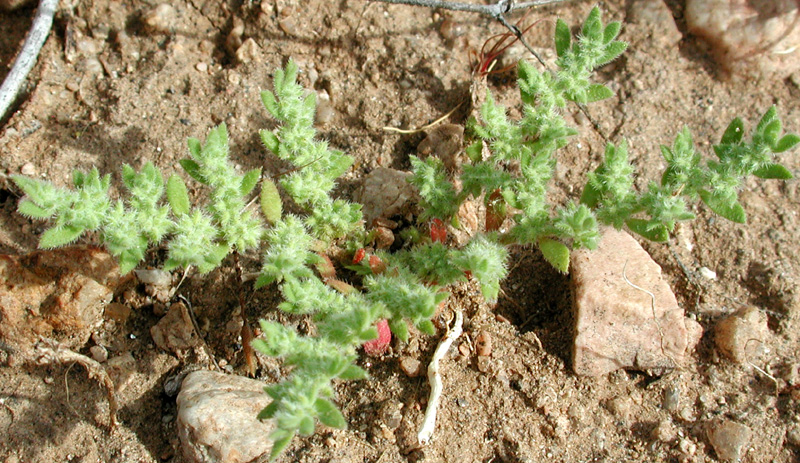
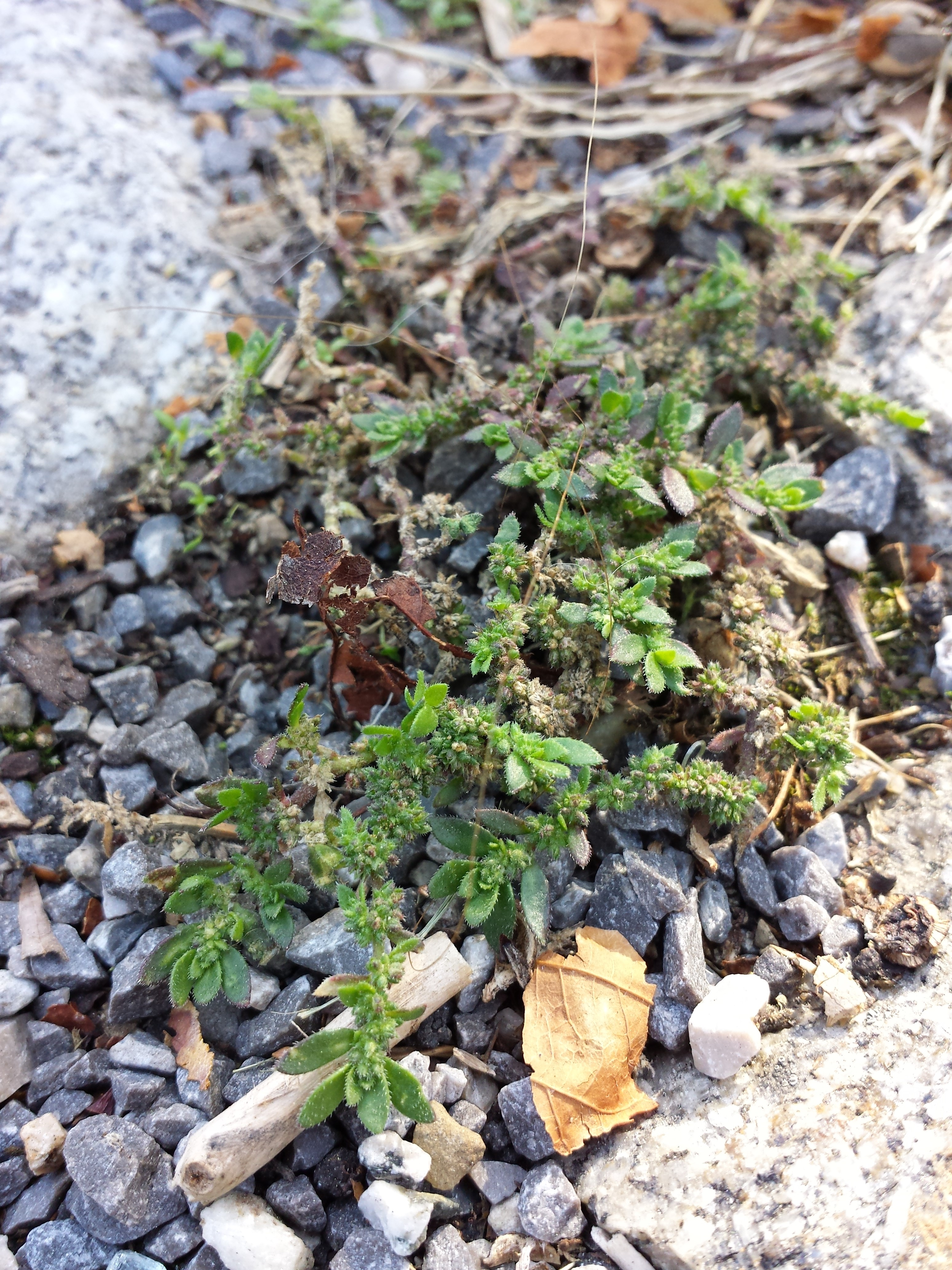
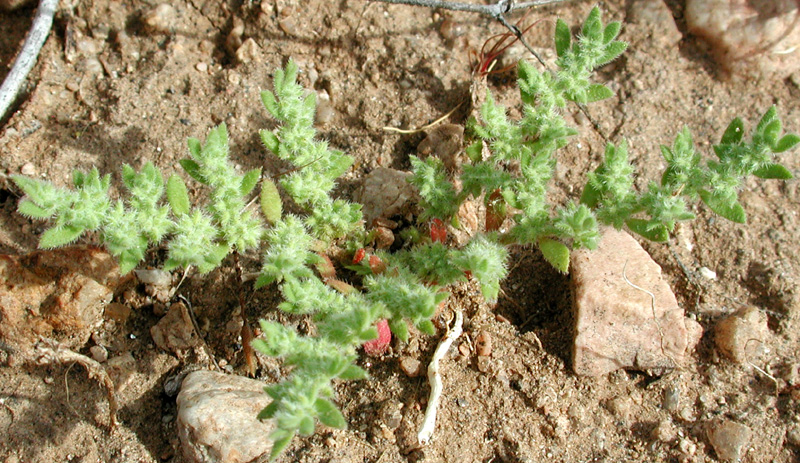

## Dottertaxa till Knytlingar, i alfabetisk ordning[1]
- Herniaria abyssinica
- Herniaria acrochaeta
- Herniaria algarvica
- Herniaria alpina
- Herniaria amoena
- Herniaria arabica
- Herniaria argaea
- Herniaria austroamericana
- Herniaria baetica
- Herniaria bicolor
- Herniaria boissieri
- Herniaria bornmuelleri
- Herniaria cachemiriana
- Herniaria canariensis
- Herniaria capensis
- Herniaria caucasica
- Herniaria ciliolata
- Herniaria cinerea
- Herniaria cyrenaica
- Herniaria degenii
- Herniaria erckertii
- Herniaria ericifolia
- Herniaria fontanesii
- Herniaria fruticosa
- Herniaria glabra
- Herniaria grimmii
- Herniaria hartungii
- Herniaria hemistemon
- Herniaria hirsuta
- Herniaria incana
- Herniaria latifolia
- Herniaria litardierei
- Herniaria lusitanica
- Herniaria maritima
- Herniaria maroccana
- Herniaria maskatensis
- Herniaria mauritanica
- Herniaria micrantha
- Herniaria montenegrina
- Herniaria nigrimontium
- Herniaria olympica
- Herniaria oranensis
- Herniaria orientalis
- Herniaria parnassica
- Herniaria pearsonii
- Herniaria permixta
- Herniaria pisidica
- Herniaria polygama
- Herniaria pujosii
- Herniaria regnieri
- Herniaria rhiphaea
- Herniaria saxatilis
- Herniaria scabrida
- Herniaria schlechteri
- Herniaria urrutiae